# Nürnberger Versicherungscup 2019
Nürnberger Versicherungscup 2019 byl tenisový turnaj pořádaný jako součást ženského okruhu WTA Tour, který se odehrával na otevřených antukových dvorcích v místním tenisovém klubu. Probíhal mezi 19. až 25. květnem 2019 v německém Norimberku jako sedmý ročník turnaje.
Turnaj s rozpočtem 250 000 dolarů patřil do kategorie WTA International. Nejvýše nasazenou singlistkou se stala třicátá devátá tenistka světa Julia Putincevová z Kazachstánu. Jako poslední přímá účastnice do dvouhry nastoupila 219. hráčka žebříčku Argentinka Paula Ormaecheaová.
V únoru 2019 organizátoři oznámili záměr turnaj po odehrání 7. ročníku ukončit.
Obě soutěže vyhrály nejvýše nasazené tenistky. Premiérové turnajové vítězství na okruhu WTA Tour vybojovala 24letá Kazaška Julia Putincevová. Pátou společnou trofej ze čtyřhry túry WTA si odvezl kanadsko-čínský pár Gabriela Dabrowská a Sü I-fan.

## Distribuce bodů a finančních odměn

### Distribuce bodů
| Soutěž  | vítězky | finalistky | semifinalistky | čtvrtfinalistky | 16 v kole | 32 v kole | Q  | Q2 | Q1 |
| ------- | ------- | ---------- | -------------- | --------------- | --------- | --------- | -- | -- | -- |
| dvouhra | 280     | 180        | 110            | 60              | 30        | 1         | 18 | 12 | 1  |
| čtyřhra | 280     | 180        | 110            | 60              | 1         | —         | —  | —  | —  |

### Finanční odměny
| Soutěž                                | vítězky | finalistky | semifinalistky | čtvrtfinalistky | 16 v kole | 32 v kole | Q2   | Q1   |
| ------------------------------------- | ------- | ---------- | -------------- | --------------- | --------- | --------- | ---- | ---- |
| dvouhra                               | €34 677 | €17 258    | €9 274         | €4 980          | €2 742    | €1 694    | €823 | €484 |
| čtyřhra                               | €9 919  | €5 161     | €2 770         | €1 468          | €774      | —         | —    | —    |
| částky ve čtyřhře jsou uváděny na pár |         |            |                |                 |           |           |      |      |

## Ženská dvouhra

### Nasazení
| Stát                           | Hráčka                   | WTA | Nasazení |
| ------------------------------ | ------------------------ | --- | -------- |
| Kazachstán                     | Julia Putincevová        | 38. | 1.       |
| Česko                          | Kateřina Siniaková       | 45. | 2.       |
| Austrálie                      | Ajla Tomljanovićová      | 47. | 3.       |
| USA                            | Alison Riskeová          | 52. | 4.       |
| Rusko                          | Jekatěrina Alexandrovová | 58. | 5.       |
| Belgie                         | Kirsten Flipkensová      | 60. | 6.       |
| Rusko                          | Jevgenija Rodinová       | 68. | 7.       |
| Německo                        | Andrea Petkovicová       | 69. | 8.       |
| Žebříček WTA k 13. květnu 2019 |                          |     |          |

### Jiné formy účasti
Následující hráčky obdržely divokou kartu do hlavní soutěže:
- Anna-Lena Friedsamová
- Světlana Kuzněcovová
- Sabine Lisická

Následující hráčky postoupily z kvalifikace:
- Çağla Büyükakçay
- Jana Čepelová
- Quirine Lemoineová
- Jule Niemeierová
- Laura-Ioana Paarová
- Nina Stojanovićová

### Odhlášení
před zahájením turnaje
- Katie Boulterová → nahradila ji  Paula Ormaecheaová
- Margarita Gasparjanová → nahradila ji  Misaki Doiová
- Julia Görgesová → nahradila ji  Kristýna Plíšková
- Polona Hercogová → nahradila ji  Sorana Cîrsteaová
- Taylor Townsendová → nahradila ji  Vitalija Ďjačenková

### Skrečování
- Dalila Jakupovićová ´
- Věra Lapková

## Ženská čtyřhra

### Nasazení
| Stát                                                                       | Hráčka                 | Stát       | Hráčka                | WTA | Nasazení |
| -------------------------------------------------------------------------- | ---------------------- | ---------- | --------------------- | --- | -------- |
| Kanada                                                                     | Gabriela Dabrowská     | Čína       | Sü I-fan              | 22. | 1.       |
| Německo                                                                    | Anna-Lena Grönefeldová | Nizozemsko | Demi Schuursová       | 34. | 2.       |
| USA                                                                        | Raquel Atawová         | Slovinsko  | Katarina Srebotniková | 64. | 3.       |
| Belgie                                                                     | Kirsten Flipkensová    | Švédsko    | Johanna Larssonová    | 73. | 4.       |
| Žebříček WTA k 13. květnu 2019; číslo je součtem umístění obou členek páru |                        |            |                       |     |          |

### Jiné formy účasti
Následující páry obdržely divokou kartu do hlavní soutěže:
- Katharina Gerlachová /  Julia Wachaczyková
- Katharina Hobgarská /  Jule Niemeierová

Následující pár nastoupil z pozice náhradníka:
- Akgul Amanmuradovová /  Valentina Ivachněnková

### Odhlášení
před zahájením turnaje
- Anna-Lena Grönefeldová

## Přehled finále

### Ženská dvouhra
- Julia Putincevová vs.  Tamara Zidanšeková, 4–6, 6–4, 6–2

### Ženská čtyřhra
- Gabriela Dabrowská /  Sü I-fan vs.  Sharon Fichmanová /  Nicole Melicharová, 4–6, 7–6(7–5), [10–5]